# Dret comú
El dret comú (en llatí, ius commune) és un terme que fa referència a un dret que s'aplica a la generalitat dels casos o aplicable en oposició a un dret propi.
Durant l'edat mitjana, es va denominar així el corpus jurídic format pel Corpus Juris Civilis (dret civil justinianeu), el Corpus Juris Canonici (dret canònic) adaptat en l'edat mitjana, i a la tasca dels juristes sobre aquests cossos jurídics (escola de glossadors i comentaristes).
En l'actualitat, s'usa habitualment com a sinònim de dret civil. A més, a vegades s'utilitza com a traducció literal del terme Common Law (dret anglosaxó). D'altra banda, a l'estat espanyol també es denomina així al dret civil general, en contraposició al dret civil foral

## Corpus Juris Civilis
És el conjunt que s'acabarà formant (a finals del s. XV) procedent dels textos de Justinià. Consta de cinc volums, dels quals:
1. Els tres primers volums corresponen als tres primers llibres del Digest.
2. En el quart volum, trobem els nou primers (i més importants) llibres del Codi Justinià.
3. El cinquè volum conté els quatre llibres de les Institucions de Justinià (les que van substituir les de Gai; aquesta obra és considerada un manual imprescindible per al jurista), una nova versió de les Novellae, els tres llibres restants del còdex (menys importants pel fet d'ocupar-se del dret públic de l'antiga Roma), constitucions medievals diverses i una versió del dret feudal llombard (Libri Feudorum), ja que Roma no coneixia les relacions feudals.

## Corpus Juris Canonici
El Corpus Juris Canonici està compost pels seus propis llibres. En principi no hi ha texts, però hi trobem un important nombre de cànons conciliars, recollits de manera desordenada. L'Església va pretendre conciliar els cànons i així aconseguir un ordenament sistemàtic. Aquest ordenament, el va realitzar el jurista Gracià en la seva obra Concòrdia dels cànons discordants. Aquesta ordenació se sol denominar Decret de Gracià.
Sense aquesta primera compilació no hagués estat possible organitzar el dret canònic (encara que aquesta obra no forma part del dret canònic, ja que no va ser obra oficial).
El contingut del Corpus Juris Canonici està compost per cànons conciliats, capítols de textos sagrats, algunes fonts romanes, textos carolingis o medievals i, a més, opinions del mateix autor.

## Glossadors i postglossadors
La tasca dels juristes és imprescindible per a la formació del dret comú. L'aparició de la glossa (escola de Glossadors) permeté aplicar aquest nou invent (que va revolucionar un gran avenç científic), la qual cosa era una gran tasca de lectura i comprensió dels textos. Aquesta podia ser marginal o interlineal. L'objectiu dels glossadors era aclarir el significat literal del text. No obstant això, en considerar el dret justinianeu com un dret sagrat, no es té en compte el seu context i no s'aconsegueix explicar amb tota la necessària exactitud.
Tant els juristes civilistes com els canonistes apliquen la glossa. Podem trobar-ne principalment dos grups: els decretistes (els que glossen el decret de Gracià) i els decretalistes (glossen el dret del papa).
En la segona meitat del segle xiii apareixen els postglossadors (els comentaristes). El comentari substitueix la glossa. Els comentaristes ja no tracten d'aclarir la lletra, sinó que més aviat tracten d'endinsar-se'n en el sentit i donar resolució (i aplicació del dret) als problemes sorgits en la praxi de l'època.

## Antecedents
El terme ius commune va ser utilitzat en forma instrumental en les obres d'alguns juristes romans, com ara Gai. No obstant això, és durant la baixa edat mitjana quan es desenvolupa realment el concepte.
Després de la caiguda de l'Imperi Romà d'Occident l'any 476, es va trencar la unitat política i jurídica d'Europa. A partir del segle ix, comença a retornar la idea d'una Europa unida. Carlemany, amb l'anomenat Sacre Imperi Romanogermànic, pretén obtenir aquesta unitat: "unum imperium, unum ius" (si un és l'imperi, un ha de ser el dret). Aquesta idea provocarà conflictes, però aquest concepte pateix transformacions en el segle xiii i, finalment, s'aplica tant el dret canònic com el justinianeu (civil).
Els diversos països europeus estaven regits per estatuts i furs locals (drets locals). Es feia difícil una reunificació en no tenir una base doctrinal que pogués permetre-la. Aquest procés es va poder iniciar gràcies a un especial esdeveniment: durant el segle xi, a l'Escola d'Art de Bolonya es van trobar alguns exemplars del recull de dret romà de Justinià, trobats per Irneri en monestirs (en un principi va trobar la part central del Digest, després va trobar altres parts que va anar afegint de manera consecutiva), habitualment coneguda com a Corpus Juris Civilis. Naixerien així els glossadors, que desenvoluparien el dret comú a les noves universitats.
Posteriorment, amb l'aparició d'un dret especial aplicable als comerciants (el dret mercantil), el dret civil va passar a denominar-se també dret comú, en contraposició a aquell.
A l'estat espanyol, amb la unificació dels furs pels diferents regnes, es van anar creant els drets forals. Aquests drets forals regeixen en llocs determinats de l'estat i, amb la promulgació del codi civil espanyol de 1889, es reconeix i respecta la seva existència com a drets especials. Per això, per a referir-se al dret civil general s'utilitza el terme dret comú.

## Aplicacions
Segons l'accepció de dret comú com a sinònim de dret civil, en oposició al dret mercantil, és aquell que regeix:
1. En l'àmbit del dret privat quan no és aplicable el dret mercantil (no són comerciants o actes de comerç).
2. De manera supletòria al dret mercantil, quan aquest és l'aplicable i en allò que no estigui explícitament regulat.

Segons l'accepció de dret comú com a dret civil general, en contraposició al dret civil foral, és aquell que regeix:
1. En absència de dret foral.
2. De manera supletòria al dret foral, quan aquest existeix i és aplicable en un territori.
3. L'aplicació d'un o altre dret en els conflictes de jurisdicció.